# Patricia Gutiérrez
Patricia Gutiérrez   (Maracaibo, 15 d'octubre de 1983) és una política i activista veneçolana, i esposa del dirigent del partit Voluntat Popular Daniel Ceballos. Va exercir el càrrec d'alcaldessa del municipi San Cristóbal de l'Estat de Táchira.

## Biografia
Patrícia va néixer a la localitat de Tierra Negra (Maracaibo) el 15 d'octubre de 1983. És filla d'Armando Gutiérrez i Luivina Fernández, sent ella una dels quatre germans producte d'aquest enllaç matrimonial. Va contreure matrimoni amb Daniel Ceballos el 12 d'octubre de 2007 amb qui ha tingut 3 fills; Maria Victòria, María Verónica i Juan Daniel.

### Estudis
Va cursar estudis de primària en el Col·legi La Epifania a Zulia, i després es va mudar amb la seva família a Táchira, on obté el títol de batxiller al Col·legi Cervantes. Va cursar estudis universitaris a la Universitat Experimental del Táchira, obtenint el títol d'Enginyera industrial.

### Trajectòria política
Es va iniciar en la política sent integrant del moviment Justícia Universitària, organització estudiantil del partit Primer Justícia.
A encapçalat diverses manifestacions públiques a Veneçuela, va ser qui va pronunciar un discurs de culminació d'una marxa de les dones que es va dur a terme a San Cristóbal el 26 de febrer de 2014, convocada a nivell nacional per María Corina Machado i Lilian Tintori.
Després que el seu marit li fos revocat el càrrec com a alcalde de San Cristóbal per ordre de Tribunal Suprem de Justícia pels esdeveniments ocorreguts durant les manifestacions de febrer de 2014 i que després es van estendre a l'estat de Táchira, pel que decideix postular-se com a alcaldessa del municipi San Cristóbal. Va ser triada com a alcaldessa d'aquest municipi amb el 73,2% dels vots.
Actualment és militant del partit polític Voluntat Popular, i és precandidata a la Governació de l'Estat de Táchira en les Eleccions primàries de la Mesa de la Unitat Democràtica de 2017.

### Cas Gutiérrez i Chataing
El 30 de maig de 2014, va ser difós en el compte de Twitter, presumptament hackejada de la dirigent Lilian Tintori, un àudio el contingut del qual exhibia un suposat acte d'infidelitat amb l'animador veneçolà Luis Chataing. Patricia de Ceballos va titllar com «chimbo y burdo» el material i que són accions de Govern veneçolà per desprestigiar-la.